# Diego López
Diego López Rodríguez (Paradela, 3. studenog 1981.) bivši je španjolski nogometni vratar. U karijeri je nastupao još za CD Lugo, Real Madrid C, Real Madrid Castillu, Real Madrid, Villarreal, Sevillu, A.C. Milan, Espanyol i Rayo Vallecano.